# سیارک ۱۱۱۲۰
سیارک ۱۱۱۲۰ (به انگلیسی: 11120 Pancaldi، نامگذاری:1996QD1) یازده هزار و صد و بیستمین سیارک کشف شده‌است که در ۱۷ اوت ۱۹۹۶ کشف شد.
قدر مطلق سیارک برابر ۱۴٫۸۰ است.